# Vuelta a Suiza
La Vuelta a Suiza (oficialmente: Tour de Suisse) es una vuelta por etapas profesional de ciclismo en ruta que se disputa a lo largo de la geografía de Suiza. Se celebra tradicionalmente a mediados de junio, como preludio al Tour de Francia, y pertenece al calendario UCI WorldTour, máxima categoría de las carreras profesionales.
La primera edición de la carrera se remonta a 1933, siendo interrumpida en 1940 y 1943-45 debido a la Segunda Guerra Mundial y recientemente por la pandemia del coronavirus de 2020.
Es considerada oficiosamente la cuarta Gran Vuelta, pues es la cuarta carrera con más etapas (9) dentro de la categoría UCI WorldTour, tras las tres grandes.
El italiano Pasquale Fornara es el ciclista que cuenta con más victorias generales en su haber, concretamente cuatro, conseguidas en 1952, 1954, 1957 y 1958, y Peter Sagan es quien ostenta el récord de triunfos de etapas ganadas con 18.

## Palmarés
| Año                               | Ganador              | Segundo                 | Tercero                    |           |
| --------------------------------- | -------------------- | ----------------------- | -------------------------- | --------- |
| 1933                              | Max Bulla            | Albert Büchi            | Gaspard Rinaldi            |           |
| 1934                              | Ludwig Geyer         | Léon Level              | Francesco Camusso          |           |
| 1935                              | Gaspard Rinaldi      | Leo Amberg              | Henri Garnier              |           |
| 1936                              | Henri Garnier        | Gustaaf Deloor          | Leo Amberg                 |           |
| 1937                              | Karl Litschi         | Leo Amberg              | Walter Blattmann           |           |
| 1938                              | Giovanni Valetti     | Arsène Mersch           | Severino Canavesi          |           |
| 1939                              | Robert Zimmermann    | Max Bolliger            | Christophe Didier          |           |
| 1940 edición no realizada         |                      |                         |                            |           |
| 1941                              | Josef Wagner         | Werner Buchwalder       | Ferdinand Kübler           |           |
| 1942                              | Ferdinand Kübler     | Willy Kern              | Fritz Stocker              |           |
| 1943-1945 ediciones no realizadas |                      |                         |                            |           |
| 1946                              | Gino Bartali         | Josef Wagner            | Aldo Ronconi               |           |
| 1947                              | Gino Bartali         | Giulio Bresci           | Stan Ockers                |           |
| 1948                              | Ferdinand Kübler     | Giulio Bresci           | Hans Sommer                |           |
| 1949                              | Gottfried Weilenmann | Georges Aeschlimann     | Ernst Stettler             |           |
| 1950                              | Hugo Koblet          | Jean Goldschmit         | Aldo Ronconi               |           |
| 1951                              | Ferdinand Kübler     | Hugo Koblet             | Alfredo Martini            |           |
| 1952                              | Pasquale Fornara     | Ferdinand Kübler        | Carlo Clerici              |           |
| 1953                              | Hugo Koblet          | Fritz Schär             | Danilo Barozzi             |           |
| 1954                              | Pasquale Fornara     | Agostino Coletto        | Giancarlo Astrua           |           |
| 1955                              | Hugo Koblet          | Stan Ockers             | Carlo Clerici              |           |
| 1956                              | Rolf Graf            | Fritz Schär             | Jef Planckaert             |           |
| 1957                              | Pasquale Fornara     | Edgard Sorgeloos        | Attilio Moresi             |           |
| 1958                              | Pasquale Fornara     | Hans Jünkermann         | Antonino Catalano          |           |
| 1959                              | Hans Jünkermann      | Henri Anglade           | Federico Martín Bahamontes |           |
| 1960                              | Alfred Rüegg         | Kurt Gimmi              | René Strehler              |           |
| 1961                              | Attilio Moresi       | Hilaire Couvreur        | Alfred Rüegg               |           |
| 1962                              | Hans Jünkermann      | Franco Balmamion        | Aldo Moser                 |           |
| 1963                              | Giuseppe Fezzardi    | Rolf Maurer             | Attilio Moresi             |           |
| 1964                              | Rolf Maurer          | Franco Balmamion        | Italo Zilioli              |           |
| 1965                              | Franco Bitossi       | Jos Huysmans            | Marcello Mugnaini          |           |
| 1966                              | Ambrogio Portalupi   | Carlo Chiappano         | Rudi Zollinger             |           |
| 1967                              | Gianni Motta         | Rolf Maurer             | Luis Pedro Santamarina     |           |
| 1968                              | Louis Pfenninger     | Robert Hagmann          | Herman Van Springel        |           |
| 1969                              | Vittorio Adorni      | Aurelio González Puente | Bernard Vifian             |           |
| 1970                              | Roberto Poggiali     | Louis Pfenninger        | Primo Mori                 |           |
| 1971                              | Georges Pintens      | Louis Pfenninger        | Ugo Colombo                |           |
| 1972                              | Louis Pfenninger     | Roger Pingeon           | Michele Dancelli           |           |
| 1973                              | José Manuel Fuente   | Donato Giuliani         | Wladimiro Panizza          |           |
| 1974                              | Eddy Merckx          | Gösta Pettersson        | Louis Pfenninger           |           |
| 1975                              | Roger de Vlaeminck   | Eddy Merckx             | Louis Pfenninger           |           |
| 1976                              | Hennie Kuiper        | Michel Pollentier       | José Pesarrodona           |           |
| 1977                              | Michel Pollentier    | Lucien van Impe         | Bert Pronk                 |           |
| 1978                              | Paul Wellens         | Ueli Sutter             | Josef Fuchs                |           |
| 1979                              | Wilfried Wesemael    | Rudy Pevenage           | Leonardo Mazzantini        |           |
| 1980                              | Mario Beccia         | Josef Fuchs             | Joop Zoetemelk             |           |
| 1981                              | Beat Breu            | Josef Fuchs             | Leonardo Natale            |           |
| 1982                              | Giuseppe Saronni     | Theo de Rooij           | Guido Van Calster          |           |
| 1983                              | Sean Kelly           | Peter Winnen            | Jean-Marie Grezet          |           |
| 1984                              | Urs Zimmermann       | Acácio da Silva         | Gerhard Zadrobilek         |           |
| 1985                              | Phil Anderson        | Niki Rüttimann          | Guido Winterberg           |           |
| 1986                              | Andrew Hampsten      | Robert Millar           | Greg LeMond                |           |
| 1987                              | Andrew Hampsten      | Peter Winnen            | Fabio Parra                |           |
| 1988                              | Helmut Wechselberger | Steve Bauer             | Acácio da Silva            |           |
| 1989                              | Beat Breu            | Daniel Steiger          | Jörg Müller                |           |
| 1990                              | Sean Kelly           | Robert Millar           | Andrew Hampsten            |           |
| 1991                              | Luc Roosen           | Pascal Richard          | Andrew Hampsten            |           |
| 1992                              | Giorgio Furlan       | Gianni Bugno            | Fabian Jeker               |           |
| 1993                              | Marco Saligari       | Rolf Järmann            | Fernando Escartín          |           |
| 1994                              | Pascal Richard       | Vladímir Pulnikov       | Gianluca Pierobon          |           |
| 1995                              | Pável Tonkov         | Alex Zülle              | Zenon Jaskuła              |           |
| 1996                              | Peter Luttenberger   | Gianni Faresin          | Gianni Bugno               |           |
| 1997                              | Christophe Agnolutto | Oscar Camenzind         | Jan Ullrich                |           |
| 1998                              | Stefano Garzelli     | Beat Zberg              | Wladimir Belli             |           |
| 1999                              | Francesco Casagrande | Laurent Jalabert        | Gilberto Simoni            |           |
| 2000                              | Oscar Camenzind      | Dario Frigo             | Wladimir Belli             |           |
| 2001                              | Lance Armstrong      | Gilberto Simoni         | Wladimir Belli             |           |
| 2002                              | Alex Zülle           | Piotr Wadecki           | Nicolas Fritsch            |           |
| 2003                              | Alekszandr Vinokurov | Giuseppe Guerini        | Óscar Pereiro              |           |
| 2004                              | Jan Ullrich          | Fabian Jeker            | Darío Cioni                |           |
| 2005                              | Aitor González       | Michael Rogers          | Jan Ullrich                |           |
| 2006                              | Jan Ullrich          | Koldo Gil               | Jörg Jaksche               |           |
| 2007                              | Vladímir Karpets     | Kim Kirchen             | Stijn Devolder             |           |
| 2008                              | Roman Kreuziger      | Andreas Klöden          | Igor Antón                 |           |
| 2009                              | Fabian Cancellara    | Tony Martin             | Roman Kreuziger            |           |
| 2010                              | Fränk Schleck        | Lance Armstrong         | Jakob Fuglsang             |           |
| 2011                              | Levi Leipheimer      | Damiano Cunego          | Steven Kruijswijk          |           |
| 2012                              | Rui Alberto Costa    | Fränk Schleck           | Levi Leipheimer            |           |
| 2013                              | Rui Alberto Costa    | Bauke Mollema           | Roman Kreuziger            |           |
| 2014                              | Rui Alberto Costa    | Mathias Frank           | Bauke Mollema              |           |
| 2015                              | Simon Špilak         | Geraint Thomas          | Tom Dumoulin               |           |
| 2016                              | Miguel Ángel López   | Ion Izagirre            | Warren Barguil             |           |
| 2017                              | Simon Špilak         | Damiano Caruso          | Steven Kruijswijk          |           |
| 2018                              | Richie Porte         | Jakob Fuglsang          | Nairo Quintana             |           |
| 2019                              | Egan Bernal          | Rohan Dennis            | Patrick Konrad             |           |
| 2020                              | cancelada            | cancelada               | cancelada                  | cancelada |
| 2021                              | Richard Carapaz      | Rigoberto Urán          | Jakob Fuglsang             |           |
| 2022                              | Geraint Thomas       | Sergio Higuita          | Jakob Fuglsang             |           |
| 2023                              | Mattias Skjelmose    | Juan Ayuso              | Remco Evenepoel            |           |
| 2024                              | Adam Yates           | João Almeida            | Mattias Skjelmose          |           |
| 2025                              | João Almeida         | Kévin Vauquelin         | Oscar Onley                |           |

Notas:
- El ciclista Lance Armstrong fue inicialmente el vencedor de la edición 2001 y el segundo clasificado de la edición 2010, pero debido a la sanción por dopaje del 22 de octubre de 2012 le fueron retirados los resultados obtenidos y declaradas vacantes las posiciones ocupadas.[3]
- El ciclista Jan Ullrich fue inicialmente el tercer clasificado de la edición 2005 y el vencedor de la edición 2006, pero debido a una sanción de 2 años debido a su implicación en la Operación Puerto,[4] le fueron retirados los resultados obtenidos y declaradas vacantes las posiciones ocupadas.

## Estadísticas

### Más victorias
| Ciclista         | Victorias | Años                    |
| ---------------- | --------- | ----------------------- |
| Pasquale Fornara | 4         | 1952, 1954, 1957 y 1958 |
| Ferdinand Kübler | 3         | 1942, 1948 y 1951       |
| Hugo Koblet      | 3         | 1950, 1953 y 1955       |
| Rui Costa        | 3         | 2012, 2013 y 2014       |
| Gino Bartali     | 2         | 1946 y 1947             |
| Hans Jünkermann  | 2         | 1959 y 1962             |
| Louis Pfenninger | 2         | 1968 y 1972             |
| Andrew Hampsten  | 2         | 1986 y 1987             |
| Sean Kelly       | 2         | 1983 y 1990             |
| Simon Špilak     | 2         | 2015 y 2017             |

### Victorias consecutivas
- Tres victorias seguidas:
  -  Rui Costa (2012, 2013, 2014)
- Dos victorias seguidas:
  -  Gino Bartali (1946, 1947)
  -  Pasquale Fornara (1957, 1958)
  -  Andrew Hampsten (1986, 1987)

En negrilla corredores activos.

### Victorias de etapa
- Actualizado a edición 2024.

Estos son los ciclistas que han ganado cinco o más etapas:
| Ciclista           | Etapas |
| ------------------ | ------ |
| Peter Sagan        | 18     |
| Hugo Koblet        | 11     |
| Ferdinand Kübler   | 11     |
| Fabian Cancellara  | 11     |
| Roger De Vlaeminck | 9      |
| Michel Pollentier  | 9      |
| Urs Freuler        | 9      |
| Franco Bitossi     | 8      |
| Erik Zabel         | 8      |
| Robbie McEwen      | 7      |
| Gino Bartali       | 6      |
| Jean Goldschmit    | 6      |
| Rolf Graf          | 6      |

| Ciclista            | Etapas |
| ------------------- | ------ |
| Daniel Willems      | 6      |
| Gerrie Knetemann    | 6      |
| Fritz Schär         | 5      |
| Robert Hagmann      | 5      |
| Herman Van Springel | 5      |
| Enrico Paolini      | 5      |
| Eddy Merckx         | 5      |
| Eric Vanderaerden   | 5      |
| Sean Kelly          | 5      |
| Jan Ullrich         | 5      |
| Rui Costa           | 5      |
| João Almeida        | 5      |

## Palmarés por países
| País            | Victorias | 2.º lugar | 3.º lugar | Total | Último vencedor              |
| --------------- | --------- | --------- | --------- | ----- | ---------------------------- |
| Suiza           | 23        | 30        | 19        | 72    | Fabian Cancellara en 2009    |
| Italia          | 19        | 14        | 26        | 59    | Francesco Casagrande en 1999 |
| Bélgica         | 8         | 9         | 7         | 24    | Luc Roosen en 1991           |
| Alemania        | 4         | 3         | 2         | 9     | Jan Ullrich en 2004          |
| Portugal        | 4         | 2         | 1         | 7     | João Almeida en 2025         |
| Estados Unidos  | 3         | -         | 4         | 7     | Levi Leipheimer en 2011      |
| Austria         | 3         | -         | 2         | 5     | Peter Luttenberger en 1996   |
| España          | 2         | 4         | 6         | 12    | Aitor González en 2005       |
| Francia         | 2         | 5         | 3         | 10    | Christophe Agnolutto en 1997 |
| Reino Unido     | 2         | 3         | 1         | 6     | Adam Yates en 2024           |
| Colombia        | 2         | 2         | 2         | 6     | Egan Bernal en 2019          |
| Australia       | 2         | 2         | -         | 4     | Richie Porte en 2018         |
| Irlanda         | 2         | -         | -         | 2     | Sean Kelly en 1990           |
| Rusia           | 2         | -         | -         | 2     | Vladímir Karpets en 2007     |
| Eslovenia       | 2         | -         | -         | 2     | Simon Špilak en 2017         |
| Países Bajos    | 1         | 4         | 6         | 11    | Hennie Kuiper en 1976        |
| Luxemburgo      | 1         | 4         | 1         | 6     | Fränk Schleck en 2010        |
| Dinamarca       | 1         | 1         | 4         | 6     | Mattias Skjelmose en 2023    |
| República Checa | 1         | -         | 2         | 3     | Roman Kreuziger en 2008      |
| Kazajistán      | 1         | -         | -         | 1     | Aleksandr Vinokúrov en 2003  |
| Ecuador         | 1         | -         | -         | 1     | Richard Carapaz en 2021      |
| Polonia         | -         | 1         | 1         | 2     | -                            |
| Suecia          | -         | 1         | -         | 1     | -                            |
| Canadá          | -         | 1         | -         | 1     | -                            |
| Ucrania         | -         | 1         | -         | 1     | -                            |
| Sin ganador     | 2         | 1         | 1         | 4     | -                            |